# Dysderina machinator
Dysderina machinator là một loài nhện trong họ Oonopidae.
Loài này thuộc chi Dysderina. Dysderina machinator được Eugen von Keyserling miêu tả năm 1881.